# Walter Pérez (Radsportler)
Walter Fernando Pérez (* 31. Januar 1975 in San Juan) ist ein ehemaliger argentinischer Bahn- und Straßenradrennfahrer. 2008 wurde er gemeinsam mit Juan Esteban Curuchet Olympiasieger im Zweier-Mannschaftsfahren (Madison).

## Sportlicher Werdegang
Walter Pérez errang seine größten Erfolge auf der Bahn. 2003 gewann er mit Curuchet zwei Läufe im Madison im Weltcup, in Aguascalientes und in Kapstadt. Bei den Bahn-Radweltmeisterschaften gewann die beiden Sportler die Bronzemedaille in derselben Disziplin. Im Jahr darauf gewann er bei den Weltmeisterschaften in Melbourne die Bronzemedaille im Scratch und mit Curuchet Gold im Madison. 2005 wurden Pérez und Curuchet Panamerikameister im Madison, und im Scratch gewann Pérez die Bronzemedaille. Bei den UCI-Bahn-Weltmeisterschaften 2006 in Bordeaux gewann er mit Curuchet die Bronzemedaille im Madison, und 2007 gewann er Silber im Omnium. Bei den Olympischen Spielen in Peking errangen die beiden argentinischen Radsportler gemeinsam Gold im Zweier-Mannschaftsfahren. 2013 wurde er Panamerikameister in der Mannschaftsverfolgung, gemeinsam mit Maximiliano Richeze, Mauro Richeze und Eduardo Sepúlveda; gemeinsam mit Sepulveda wurde er Vize-Meister im Zweier-Mannschaftsfahren.
Mit Curuchet gewann Pérez 2007 das Sechstagerennen von Turin und mit Sebastián Donadío 2008 das Sechstagerennen von Cremona.
Auch auf der Straße war Pérez erfolgreich. 1999 gewann er die Gesamtwertung der Clásica des Oeste-Doble Bragado und wurde Zweiter der Rutas de América. Anschließend konzentrierte er sich auf die Bahn, bis zu den Olympischen Spielen 2008, nach denen er wieder mehr Straßenrennen bestritt. 2010 gewann er die heimische Vuelta a Lavalle Mendoza.
2008 wurden Pérez und Curuchet mit der Olimpia de Oro als Argentiniens Sportler des Jahres ausgezeichnet.

## Berufliches
Nachdem sich Pérez nicht für die Olympischen Spiele 2016 hatte qualifizieren können, beendet er seine aktive Laufbahn als Radsportler. Er absolvierte erfolgreich einen Trainerlehrgang des Weltradsportverbandes UCI in Mar del Plata. 2018 war er zeitweise am World Cycling Centre in Aigle tätig, um gemeinsam mit dem Briten Craig MacLean junge Radsportlerinnen und Radsportler aus zehn Ländern auf die UCI-Bahn-Weltmeisterschaften der Junioren 2018 an gleicher Stelle vorzubereiten.

## Erfolge – Bahn
2003
- Weltcup Aguascalientes – Madison (mit Juan Esteban Curuchet)
- Weltcup Kapstadt – Madison (mit Juan Esteban Curuchet)
- Argentinischer Meister – Madison (mit Juan Esteban Curuchet)

2004
- Weltmeister – Madison (mit Juan Esteban Curuchet)
- Weltcup Moskau – Madison (mit Juan Esteban Curuchet)
- Weltcup Moskau – Scratch
- Weltcup Sydney – Madison (mit Juan Esteban Curuchet)

2005
- Panamerikameister – Madison (mit Juan Esteban Curuchet)

2006
- Weltcup Los Angeles – Scratch
- Weltcup Los Angeles – Madison (mit Ángel Darío Colla)

2007
- Sechstagerennen Turin (mit Juan Esteban Curuchet)

2008
- Olympiasieger – Madison (mit Juan Esteban Curuchet)

2009
- Sechstagerennen Cremona (mit Sebastián Donadío)

2012
- Panamerikameister – Omnium

2013
- Panamerikameister – Mannschaftsverfolgung (mit Maximiliano Richeze, Mauro Richeze und Eduardo Sepúlveda)
- Panamerikameisterschaften – Zweier-Mannschaftsfahren (mit Eduardo Sepúlveda)

2014
- Argentinischer Meister – Einerverfolgung

## Teams
- seit 2013 Buenos Aires Provincia